# GANEFO
Les Jeux des Nouvelles Forces émergentes ou Games of the New Emerging Forces (GANEFO) sont une compétition multisports créée pour contrer les Jeux olympiques dans les années 1960.
Destinés aux « nations émergentes » — essentiellement des nouveaux États communistes — ces jeux ont clairement un but politique, ce qui va à l'encontre des principes du Comité international olympique qui demande la séparation du sport et de la politique. Les athlètes participants à cette compétition seront ainsi refusés aux Jeux olympiques par la suite.

## Création
En 1962, l'Indonésie, pays organisateur des 4e Jeux asiatiques, refuse la participation de la république de Chine (Taïwan) qu'elle ne reconnait pas. Le CIO réagit en suspendant indéfiniment l'Indonésie, sanction appliquée pour la première fois. En réponse, sous l'impulsion de Soekarno déjà organisateur de la Conférence de Bandung en 1955, les premiers Jeux des Nouvelles Forces émergentes s'ouvrent le 10 novembre 1963. 2 000 sportifs de 51 pays d'Afrique, d'Asie, d'Amérique latine et d'Europe y participent. L'URSS, au départ réticent, y envoie des athlètes afin de ne pas laisser la Chine dominer cet événement. Les autorités soviétiques prennent cependant le soin de ne pas inscrire leurs meilleurs sportifs afin de conserver de bonnes relations avec le CIO.

## Un déclin rapide
La deuxième édition devait initialement se tenir au Caire en 1967. En raison de considérations politiques, l'Égypte n'accueille finalement pas la compétition.
Les seconds GANEFO se déroulent en deux phases. Un tournoi de qualification se tient à Pyongyang en Corée du Nord du 1er au 11 août 1965. Le deuxième tournoi, organisé du 25 novembre au 6 décembre 1965 à Phnom Penh au Cambodge, est nommé « 1ers Jeux des Nouvelles Forces émergentes asiatiques » (First Asian GANEFO). En effet, hormis la Guinée seuls des pays asiatiques participent à ces deux tournois. En juillet de la même année, les premiers Jeux africains sont organisés à Brazzaville au République du Congo.
Les deuxièmes GANEFO asiatiques devaient être organisés par la Corée du Nord en 1970 mais ils n'ont jamais eu lieu.

## Littérature
- Stefan Huebner, Pan-Asian Sports and the Emergence of Modern Asia, 1913-1974. Singapour: NUS Press, 2016, chapitres 6-7 (les GANEFO et les Jeux Asiatiques).

- (en) Cet article est partiellement ou en totalité issu de l’article de Wikipédia en anglais intitulé « GANEFO » (voir la liste des auteurs).